# Centro di Innovazione UC Anacleto Angelini
Il Centro di Innovazione UC Anacleto Angelini (Centro de Innovación UC Anacleto Angelini) si trova nel comune di comune di Macul, a Santiago del Cile. È stato progettato nel biennio 2011-2012 dall'architetto cileno e Premio Pritzker, Alejandro Aravena, e dal suo studio Elemental, e costruito nel 2012-2014.

## Storia
La costruzione è stata promossa dal Gruppo Angelini, un'azienda attiva nel settore industriale, che nel 2011 ha deciso di donare i fondi necessari per la realizzazione di un centro per l'innovazione tecnologica destinato a promuovere lo scambio tra l’università, il mondo aziendale e le attività commerciali, al fine di migliorare la competitività del paese e promuoverne lo sviluppo attraverso il trasferimento e lo scambio delle conoscenze e la registrazione di brevetti.                                                                                             La Pontificia Università Cattolica del Cile ospita tale edificio, in uno spazio interno alla sua proprietà, il campus di San Joaquín.

## Descrizione e caratteristiche
L'edificio è una torre composta da quattro blocchi sovrapposti, alta quattordici piani, di cui tre sono interrati, i blocchi fuori terra contengono, a partire dalla sommità, 4-3-3-1 piani ciascuno; la struttura portante è costituita da setti in calcestruzzo. Si presenta come un volume monolitico e compatto ma nello stesso tempo articolato attraverso un'alternanza di pieni e vuoti, terrazze incassate ed aggetti.

### Uso del calcestruzzo
Nell'UC Innovation Center il calcestruzzo viene utilizzato come materiale strutturale a faccia vista, con tracce delle casseforme visibili e una finitura superficiale grezza. Esprime un concetto di innovazione, infatti in un periodo in cui a Santiago spopolano torri con facciate vetrate, Aravena realizza un edificio diverso, ma dotato di un aspetto contemporaneo e che risponde ad elevati standard di efficienza energetica.                                                                                                                                                            Osservando la struttura si evidenzia un ribaltamento rispetto alla tipica planimetria degli edifici alti per uffici, viene infatti sostituito al nucleo centrale chiuso un nucleo centrale aperto e trasparente e all'involucro esterno vetrato un involucro esterno opaco e massivo. La struttura portante è quindi distribuita lungo il perimetro ed è costituita da enormi setti monolitici in calcestruzzo con profonde aperture strategiche che permettono la ventilazione. Questa scelta progettuale è stata dettata dalle condizioni climatiche della capitale cilena, che è molto calda in estate, ed ha scopi funzionali. In primo luogo la ventilazione naturale e l’alloggio delle finestre in posizione rientrante rispetto alla facciata, per proteggerle dall’irradiazione solare diretta, si combinano con la grande massa termica costituita dai setti perimetrali in calcestruzzo per ridurre il suo consumo energetico in proporzione al suo fabbisogno, evitando l'effetto serra tipico delle torri in vetro; una soluzione che ha consentito un risparmio energetico di circa il 50% rispetto ai consumi standard degli edifici in vetro diffusi a Santiago; in secondo luogo una facciata così opaca contribuisce ad attenuare la luce intensa che generalmente costringe all'uso di tende e persiane, annullando la trasparenza dell’edificio.
Nella progettazione dell'edificio sono stati definiti molti luoghi di incontro per favorire l'interazione fra gli ospiti: dalla hall dell'ascensore, con la presenza di panchine dove sedersi, al nucleo centrale trasparente, che permette la comunicazione visiva con gli spazi di lavoro, alle piazze sopraelevate distribuite su tutta l'altezza dell'edificio.
Per Aravena e il suo studio il rischio maggiore per un centro di innovazione sarebbe stata l’obsolescenza, fisica, funzionale e estetica. Per ovviare all'obsolescenza fisica, la struttura è stata concepita "sia come ossa sia come carne" del progetto, è un tipo di infrastruttura più che un'opera di architettura. Per combattere l'obsolescenza funzionale, è stata scelta una geometria semplice e neutra, che è la base per un cambiamento e rinnovamento continui. Infine, da un punto di vista estetico, da un lato la scelta del ribaltamento fra nucleo centrale e perimetro oltre ad essere volta a massimizzare le prestazioni energetiche è stata dettata anche dalla ricerca di un design particolare, che potesse resistere alla prova del tempo, "sostituendo la tendenza con l’atemporalità". Dall'altro lato contro l'obsolescenza estetica è stato scelto un sistema costruttivo basato sulla sintesi, su una composizione di blocchi, la cui posizione ne definisce la funzione architettonica, non prevalgono infatti elementi architettonici di alcun tipo, ma soltanto la struttura con la sua logica costruttiva.